# Unden
O Unden é um lago da província histórica da Västergötland na Suécia. Está localizado no nordeste da grande floresta de Tiveden e banha as comunas de Gullspång, Karlsborg, Laxå e Töreboda.

Tem uma área de 95 km², uma profundidade máxima de 93 m.